# Kai Kalima
Kai-Erik Klaus Kalima (Helsínquia, 6 de outubro de 1945 – Helsínquia 13 de janeiro de 2023) foi um professor de direito e político finlandês. Membro do Partido Social Democrata, serviu no Parlamento da Finlândia de 1989 a 1991.